# Fenómeno de Gallavardin
Em medicina, fenômeno (português brasileiro) ou fenómeno de Gallavardin (português europeu) se refere ao sopro da estenose aórtica que reflete no foco mitral, simulando uma insuficiência mitral.
Para correta diferenciação deve-se fazer a manobra "handgrip". Dessa forma, o aumento da pressão na aorta torna o sopro da estenose menos audível. Se o sopro não se alterar, significa que é uma insuficiência mitral.